# Fritz Schwarz
Fritz Schwarz, né le 1er mai 1887 à Oberthal et mort le 17 novembre 1958, est un écrivain et une personnalité politique suisse membre du Parti libéral-socialiste.

## Écrits
Il a évoqué l'expérience de l'argent libre de la commune de Wörgl dans un de ses livres et critiqué John Pierpont Morgan dans un autre où il le traite de « roi du monde sans couronne »[citation nécessaire]. Entre 1934 et 1958 il est élu député au Grand Conseil du canton de Berne.

## Œuvres
- Segen und Fluch des Geldes in der Geschichte der Völker Bd.1 und 2, 1925 (2. Auflage, Bern, 1931, Verlag Pestalozzi-Fellenberg)
- Was heute jedermann vom Gelde wissen sollte, Pestalozzi-Fellenberg-Haus 1939
- Wenn ich an meine Jugend denke : Erinnerungen, GS-Verlag, 2. Auflage 1985,  (ISBN 3-7185-3055-4)
- Autosuggestion - die positive Kraft, überarb. Neuauflage, Synergia 2007,  (ISBN 978-3-940392-06-0)
- Der Christ und das Geld, überarb. Neuauflage, Synergia 2008 (erweitert um die "Ballade vom Zins" von Franz Hohler) ,  (ISBN 978-3-940392-00-8)
- Das Experiment von Wörgl, überarb. Neuauflage, Synergia, Darmstadt 2007,  (ISBN 978-3-9810894-5-5) (Original: Bern 1951)
- Vorwärts zur festen Kaufkraft des Geldes und zur zinsbefreiten Wirtschaft, überarb. Neuauflage, Synergia 2007,  (ISBN 978-3-940392-01-5)
- Morgan - der ungekrönte König der Welt, überarb. Neuauflage, Synergia 2008,  (ISBN 978-3-940392-06-0)